# أولغا ديزموند
أولغا ديزموند (بالألمانية: Olga Desmond) هي عارضة وممثلة ألمانية، ولدت في 2 نوفمبر 1890 في أولشتين في بولندا، وتوفيت في 2 أغسطس 1964 في برلين في ألمانيا.

## وصلات خارجية
- أولغا ديزموند على موقع IMDb (الإنجليزية)
- أولغا ديزموند على موقع قاعدة بيانات الفيلم (الإنجليزية)